# Ren Fujimura
Ren Fujimura (藤村 怜 Fujimura Ren?), född 26 maj 1999 i Hokkaido prefektur, är en japansk fotbollsspelare.
Fujimura började sin karriär 2017 i Hokkaido Consadole Sapporo.